# Fußballer des Jahres in der UdSSR
Der Titel Fußballer des Jahres wurde in der UdSSR von 1964 bis zu ihrem Zerfall 1991 vergeben. Er wurde von der wöchentlich erscheinenden Sportzeitschrift Football vergeben. Letzter Preisträger war Igor Kolywanow. Die meisten Auszeichnungen erhielt Oleh Blochin.

## Liste der Titelträger
| Jahr | Sieger                   | Republik      | Verein                    | Zweiter                   | Republik | Verein                | Dritter               | Republik | Verein             |
| ---- | ------------------------ | ------------- | ------------------------- | ------------------------- | -------- | --------------------- | --------------------- | -------- | ------------------ |
| 1964 | Waleri Woronin           | Russland      | Torpedo Moskau            | Walentin Iwanow           | Russland | Torpedo Moskau        | Slawa Metreweli       | Georgien | Dinamo Tiflis      |
| 1965 | Waleri Woronin (2)       | Russland (2)  | Torpedo Moskau (2)        | Eduard Strelzow           | Russland | Torpedo Moskau        |                       |          |                    |
| 1966 | Andrij Biba              | Ukraine       | Dynamo Kiew               | Lew Jaschin               | Russland | Dynamo Moskau         | Albert Schesternjow   | Russland | ZSKA Moskau        |
| 1967 | Eduard Strelzow          | Russland (3)  | Torpedo Moskau (3)        | Murtas Churzilawa         | Georgien | Dinamo Tiflis         | Anatoli Byschowez     | Ukraine  | Dynamo Kiew        |
| 1968 | Eduard Strelzow (2)      | Russland (4)  | Torpedo Moskau (4)        | Murtas Churzilawa         | Georgien | Dinamo Tiflis         | Albert Schesternjow   | Russland | ZSKA Moskau        |
| 1969 | Wolodymyr Muntjan        | Ukraine (2)   | Dynamo Kiew (2)           | Ansor Kawasaschwili       | Georgien | Spartak Moskau        | Albert Schesternjow   | Russland | ZSKA Moskau        |
| 1970 | Albert Schesternjow      | Russland      | ZSKA Moskau               | Wladimir Fedotow          | Russland | ZSKA Moskau           | Wiktor Bannikow       | Ukraine  | Dynamo Kiew        |
| 1971 | Jewgeni Rudakow          | Russland      | Dynamo Kiew (3)           | Kolotow                   | Russland | Dynamo Kiew           | Eduard Markarow       | Armenien | FC Ararat Jerewan  |
| 1972 | Jewgeni Lowtschew        | Russland (7)  | Spartak Moskau            | Jewgeni Rudakow           | Russland | Dynamo Kiew           | Murtas Churzilawa     | Georgien | Dinamo Tiflis      |
| 1973 | Oleh Blochin             | Ukraine (3)   | Dynamo Kiew (4)           | Arkadi Andreasjan         | Armenien | FC Ararat Jerewan     | Wolodymyr Pilhuj      | Ukraine  | Dynamo Moskau      |
| 1974 | Oleh Blochin (2)         | Ukraine (4)   | Dynamo Kiew (5)           | Wolodymyr Weremejew       | Ukraine  | Dynamo Kiew           | Alexander Prochorow   | Russland | Spartak Moskau     |
| 1975 | Oleh Blochin (3)         | Ukraine (5)   | Dynamo Kiew (6)           | Wolodymyr Weremejew       | Ukraine  | Dynamo Kiew           | Jewgeni Lowtschew     | Russland | Spartak Moskau     |
| 1976 | Wladimir Astapowski      | Russland (8)  | ZSKA Moskau (2)           | Dawit Qipiani             | Georgien | Dinamo Tiflis         | Oleh Blochin          | Ukraine  | Dynamo Kiew        |
| 1977 | Dawit Qipiani            | Georgien      | Dinamo Tiflis             | Oleh Blochin              | Ukraine  | Dynamo Kiew           | Jurij Dehterjow       | Ukraine  | Schachtar Donezk   |
| 1978 | Ramas Schengelia         | Georgien (2)  | Dinamo Tiflis (2)         | Oleh Blochin              | Ukraine  | Dynamo Kiew           | Georgi Jarzew         | Russland | Spartak Moskau     |
| 1979 | Witalij Staruchin        | Ukraine (6)   | Schachtar Donezk          | Wagis Chidijatullin       | Russland | Spartak Moskau        | Juri Gawrilow         | Russland | Spartak Moskau     |
| 1980 | Aleksandre Tschiwadse    | Georgien (3)  | Dinamo Tiflis (3)         | Oleh Blochin              | Ukraine  | Dynamo Kiew           | Wagis Chidijatullin   | Russland | Spartak Moskau     |
| 1981 | Ramas Schengelia (2)     | Georgien (4)  | Dinamo Tiflis (4)         | Oleh Blochin              | Ukraine  | Dynamo Kiew           | Leonid Burjak         | Ukraine  | Dynamo Kiew        |
| 1982 | Rinat Dassajew           | Russland (9)  | Spartak Moskau (2)        | Anatolij Demjanenko       | Ukraine  | Dynamo Kiew           | Andrei Jakubik        | Russland | Paxtakor Taschkent |
| 1983 | Fjodor Tscherenkow       | Russland (10) | Spartak Moskau (3)        | Rinat Dassajew            | Russland | Spartak Moskau        | Aleksandre Tschiwadse | Georgien | Dinamo Tiflis      |
| 1984 | Hennadij Lytowtschenko   | Ukraine (7)   | Dnipro Dnipropetrowsk     | Michail Birjukow          | Russland | Zenit Leningrad       | Juri Gawrilow         | Russland | Spartak Moskau     |
| 1985 | Anatolij Demjanenko      | Ukraine (8)   | Dynamo Kiew (7)           | Oleh Protassow            | Ukraine  | Dnipro Dnipropetrowsk | Fjodor Tscherenkow    | Russland | Spartak Moskau     |
| 1986 | Oleksandr Sawarow        | Ukraine (9)   | Dynamo Kiew (8)           | Ihor Bjelanow             | Ukraine  | Dynamo Kiew           | Oleh Blochin          | Ukraine  | Dynamo Kiew        |
| 1987 | Oleh Protassow           | Ukraine (10)  | Dnipro Dnipropetrowsk (2) | Oleksij Mychajlytschenko  | Ukraine  | Dynamo Kiew           | Rinat Dassajew        | Russland | Spartak Moskau     |
| 1988 | Oleksij Mychajlytschenko | Ukraine (11)  | Dynamo Kiew (9)           | Rinat Dassajew            | Russland | Spartak Moskau        | Fjodor Tscherenkow    | Russland | Spartak Moskau     |
| 1989 | Fjodor Tscherenkow (2)   | Russland (11) | Spartak Moskau (4)        | Stanislaw Tschertschessow | Russland | Spartak Moskau        | Wolodymyr Bessonow    | Ukraine  | Dynamo Kiew        |
| 1990 | Igor Dobrowolski         | Russland (12) | Dynamo Moskau             | Sergei Juran              | Ukraine  | Dynamo Kiew           | Alexander Mostowoi    | Russland | Spartak Moskau     |
| 1991 | Igor Kolywanow           | Russland (13) | Dynamo Moskau (2)         | Alexander Mostowoi        | Russland | Spartak Moskau        | Igor Kornejew         | Russland | ZSKA Moskau        |

## Ranglisten

### Vereine
| Verein                | Anzahl | Jahre                                                |
| --------------------- | ------ | ---------------------------------------------------- |
| Dynamo Kiew           | 9      | 1966, 1969, 1971, 1973, 1974, 1975, 1985, 1986, 1988 |
| Dinamo Tiflis         | 4      | 1977, 1978, 1980, 1981                               |
| Spartak Moskau        | 4      | 1972, 1982, 1983, 1989                               |
| Torpedo Moskau        | 4      | 1964, 1965, 1967, 1968                               |
| ZSKA Moskau           | 2      | 1970, 1976                                           |
| Dnipro Dnipropetrowsk | 2      | 1984, 1987                                           |
| FK Dynamo Moskau      | 2      | 1990, 1991                                           |
| Schachtar Donezk      | 1      | 1979                                                 |

### Spieler mit den meisten Auszeichnungen
| Platz | Fußballer                | Zeitraum  | Erster | Zweiter | Dritter | Gesamt |
| ----- | ------------------------ | --------- | ------ | ------- | ------- | ------ |
| 1     | Oleh Blochin             | 1973–1986 | 3      | 4       | 2       | 9      |
| 2     | Eduard Strelzow          | 1965–1968 | 2      | 1       | 0       | 3      |
| 3     | Fjodor Tscherenkow       | 1983–1989 | 2      | 0       | 2       | 4      |
| 4     | Ramas Schengelia         | 1978–1981 | 2      | 0       | 0       | 2      |
| 4     | Waleri Woronin           | 1964–1965 | 2      | 0       | 0       | 2      |
| 6     | Rinat Dassajew           | 1982–1988 | 1      | 2       | 1       | 4      |
| 7     | Jewgeni Rudakow          | 1971–1972 | 1      | 0       | 1       | 2      |
| 7     | Oleksij Mychajlytschenko | 1987–1988 | 1      | 0       | 1       | 2      |
| 7     | Oleh Protassow           | 1985–1987 | 1      | 0       | 1       | 2      |
| 7     | Anatolij Demjanenko      | 1982–1985 | 1      | 0       | 1       | 2      |
| 7     | Dawit Qipiani            | 1976–1977 | 1      | 0       | 1       | 2      |
| 12    | Albert Schesternjow      | 1966–1970 | 1      | 0       | 3       | 4      |
| 13    | Aleksandre Tschiwadse    | 1980–1983 | 1      | 0       | 1       | 2      |
| 13    | Jewgeni Lowtschew        | 1972–1975 | 1      | 0       | 1       | 2      |